# ورزشگاه خاتم‌الانبیاء بوکان
ورزشگاه خاتم‌الانبیاء نام ورزشگاهی در شهرستان بوکان است. در این ورزشگاه عمدتاً بازی‌های خانگی تیم فوتبال سردار بوکان برگزار می‌شود. این ورزشگاه دارای ۴۸ هزار مترمربع فضای ورزشی روباز و ۴۲۰۰ مترمربع فضای سرپوشیده و مسقف می‌باشد که در سال ۱۳۹۴ در قالب فاز اول به بهره‌برداری رسید. زمین چمن ورزشگاه خاتم‌الانبیاء بوکان نیز مصنوعی و پیست دوومیدانی آن هم به صورت خاک آجری و بر اساس آخرین استانداردهای بین‌المللی است.
این ورزشگاه امکان ارتقاء تا ظرفیت ۲۰٬۰۰۰ نفر را دارد و یکی از ورزشگاه‌های تازه‌تاسیس و مدرن ایران محسوب می‌شود. ورزشگاه خاتم بوکان، دارای شرایط مطلوب با امکانات مناسب برای انجام بازی‌های لیگ دو، لیگ یک (آزادگان) و لیگ برتر فوتبال است.

## فاز دو
در سال ۱۳۹۷ اداره ورزش و جوانان شهرستان بوکان و همچنین مسؤلان کشوری از اجرای فاز دوم با احداث جایگاه‌های تماشاگران و افزایش حجم ورزشگاه به ۱۰٬۰۰۰ نفر خبر دادند. با توجه به وسعت زمین این ورزشگاه، امکان ارتقای جایگاه‌های تماشاگران آن به ۲۰٬۰۰۰ صندلی وجود دارد.